# Epiphyllum cartagense
Epiphyllum cartagense là một loài thực vật có hoa trong họ Cactaceae. Loài này được (F.A.C.Weber) Britton & Rose mô tả khoa học đầu tiên năm 1913.